# Nedoločena enačba
Nedolóčena enáčba je v matematiki enačba za katero obstaja več kot ena rešitev. Enačba 2x = y je na primer preprosta nedoločena enačba, kot tudi enačbi ax + by = c in x2 = 1. Nedoločene enačbe se ne morejo rešiti enolično. Zgledi znanih nedoločenih enačb so:
- Polinomska enačba ene spremenljivke:

{\displaystyle a_{n}x^{n}+a_{n-1}x^{n-1}+\dots +a_{2}x^{2}+a_{1}x+a_{0}=0,}
ki ima za spremenljivko x na kompleksni ravnini mnogovrstne rešitve, dokler se jo ne zapiše v obliki {\displaystyle a_{n}(x-b)^{n}=0\,}.
- Nedegenerativna enačba stožnice:

{\displaystyle Ax^{2}+Bxy+Cy^{2}+Dx+Ey+F=0\!\,,}
kjer je vsaj eden od danih parametrov A, B in C neničelen, x in y pa sta realni spremenljivki.
- Pellova enačba:

{\displaystyle x^{2}-ny^{2}=1\!\,,}
kjer je n dano celo število, ki ni popolni kvadrat, in kjer morata biti spremenljivki x in y celi števili.
- Enačba pitagorejskih trojic:

{\displaystyle x^{2}+y^{2}=z^{2}\!\,,}
kjer morajo biti spremenljivke x, y in z pozitivna cela števila.
- Enačba Fermat-Catalanove domneve:

{\displaystyle a^{m}+b^{n}=c^{k}\!\,,}
kjer morajo biti spremenljivke a, b in c tuja pozitivna cela števila, spremenljivke m, n in k pa morajo biti pozitivna cela števila, katerih vsota njihovih obratnih vrednosti je manjša od 1.